# Kabupaten de Nias du Sud

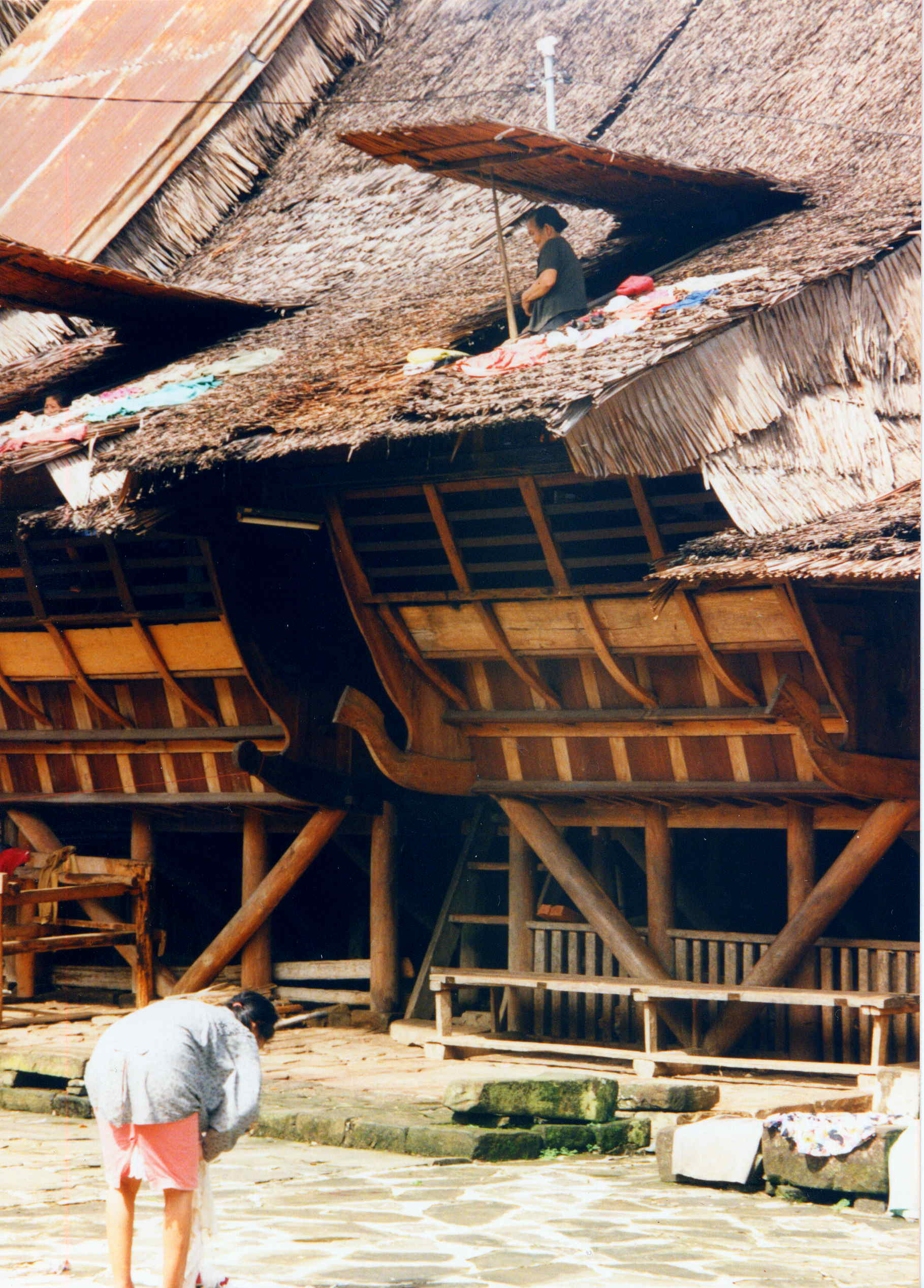
Maison traditionnelle à Teluk Dalam

Le kabupaten de Nias du Sud, en indonésien Kabupaten Nias Selatan, est un des deux kabupaten (département) qui forment l'île de Nias, dans la province de Sumatra du Nord en Indonésie. Son chef-lieu est Teluk Dalam.
D'une superficie de 490 km2, le kabupaten de Nias du Sud comprend 39 villages pour une population de 76 750 habitants, soit une densité de population de 157 hab/km2.
La région comprend différents sites touristiques comme des plages de Sorake et Lagundri, et des villages comme Bawömataluo dont les maisons très anciennes présentent une architecture traditionnelle en bois typique.
Le centre d'activité et le port étaient à l'origine situés dans la baie de Lagundri, mais en 1883, le raz-de-marée lié à l'éruption du volcan Krakatoa dans les îles de la Sonde raya le village de Teluk Lagundri et son port de la carte. Il fut ensuite reconstruit dans sa position actuelle.
Le 28 mars 2005, le tremblement de terre de Sumatra détruisit un grand nombre de sites anciens et tua de nombreux habitants. Le 2 avril, un hélicoptère australien transportant onze soldats en mission humanitaire venant en aide aux victimes du tremblement de terre s'écrasa tuant neuf de ses occupants.